# Убийственная мультипликация
«Убийственная мультипликация» (кор. 더 웹툰: 예고살인) — южнокорейский фильм ужасов 2013 года режиссёра Ким Ён Гюна. В концепции фильма лежит использование веб-мультфильмов. Фильм основан на сюжете о наложении придуманного мира на мир реальный.
Фильм «Убийственная мультипликация» в 2013 году получил критику за развитие сюжета, но также огромное количество положительных отзывов за различные визуальные эффекты с использование веб-тунов.

## Сюжет
Фильм начинается с демонстрации комиксов Кан Джи Юн (Ли Си Ён), которые находятся на пике популярности в рейтинге поиска среди авторов веб-тунов. Кан Джи Юн заканчивает работу над рукописью и отправляет её своему издателю Со (Ким До Ён). Издатель замечает демонстрацию комикса на экране компьютера, где видит себя в данный момент. Дальше идут кадры, где рассказывают историю 1987 года о девочке Ми Сук, над которой издевались в школе из-за её больной мамы. Вся история основана на жизни издателя. После попытки дозвониться Кан Джи Юн, издателя Со находят мёртвой в офисе, точно так же, как девушка изобразила жертву в своём последнем комиксе. Чжи Юн попадает под подозрение, но у неё железное алиби. Тогда все решают, что смерть издателя была самоубийством или убийством подражателя.
Джи Юн посещает психолога и говорит, что её фантазии становятся все более реальными и приступы продолжаются. Одно за другим происходит серия убийств, которые очень напоминают события в известном комиксе, детектив Ли Ки Чхоль (Ом Ки Чжун) начинает расследование.
Кан Джи Юн арестовывают на месте преступления, но она доказывает свою невиновность. В прошлом Джи Юн знакомиться с Су Хён (Мун Га Ён), которую считаю ведьмой, потому что её рисунки повторяли трагические события. Джи Юн и Су Хён начинают жить вместе. В доме, где они жили случился пожар, а Су Хён пропала. Детектив Ли Ки Чхоль находит в сгоревшем доме компьютер. Кан Джи Юн сбегает от детектива, но на дороге у неё опять случается приступ. После этого её похищает помощник детектива Ким Ён Су (Хён У). В заброшенном помещении, помощник рассказывает историю, как он не спас девочку, которая попала под его машину. Детектив находит Джи Юн и Ён Су с пистолетом у виска. Звучит выстрел. Ли Ки Чхоля заставляют говорить, что все смерти — самоубийства. Детектив понимает, что Кан Джи Юн причастна к убийствам, а в это время показывают, что слава пришла к Джи Юн только благодаря Су Хен. Она копировала её рисунки. В пожаре Кан Джи Юн убивает ее. Дар Су Хён слышать мёртвых, передался автору комиксов. В сгоревшем доме, детектив обвиняет писательницу в убийстве, а та говорит, что он убил Ким Ён Су. В финале призрак Ён Су заставляет Ли Ки Чхоля застрелиться.

## В ролях
- Ли Си Ён — Кан Джи Юн
- Ом Ги Джун — Ли Ки Чхоль
- Хён У — Ким Ён Су
- Мун Га Ён — Су Хён
- Ким До Ён — Со Ми Сук